# PSME3
PSME3 (англ. Proteasome activator subunit 3) – білок, який кодується однойменним геном, розташованим у людей на короткому плечі 17-ї хромосоми. Довжина поліпептидного ланцюга білка становить 254 амінокислот, а молекулярна маса — 29 506.
| 10         |  | 20         |  | 30         |  | 40         |  | 50         |
| ---------- |  | ---------- |  | ---------- |  | ---------- |  | ---------- |
| MASLLKVDQE |  | VKLKVDSFRE |  | RITSEAEDLV |  | ANFFPKKLLE |  | LDSFLKEPIL |
| NIHDLTQIHS |  | DMNLPVPDPI |  | LLTNSHDGLD |  | GPTYKKRRLD |  | ECEEAFQGTK |
| VFVMPNGMLK |  | SNQQLVDIIE |  | KVKPEIRLLI |  | EKCNTVKMWV |  | QLLIPRIEDG |
| NNFGVSIQEE |  | TVAELRTVES |  | EAASYLDQIS |  | RYYITRAKLV |  | SKIAKYPHVE |
| DYRRTVTEID |  | EKEYISLRLI |  | ISELRNQYVT |  | LHDMILKNIE |  | KIKRPRSSNA |
| ETLY       |  |            |  |            |  |            |  |            |

A: Аланін

C: Цистеїн

D: Аспарагінова кислота

E: Глутамінова кислота

F: Фенілаланін

G: Гліцин

H: Гістидин

I: Ізолейцин

K: Лізин

L: Лейцин

M: Метіонін

N: Аспарагін

P: Пролін

Q: Глутамін

R: Аргінін

S: Серин

T: Треонін

V: Валін

W: Триптофан

Кодований геном білок за функцією належить до фосфопротеїнів. 
Задіяний у таких біологічних процесах, як апоптоз, клітинний цикл, ацетилювання, альтернативний сплайсинг. 
Локалізований у цитоплазмі, ядрі.